# Białka (Basses-Carpates)
Pour les articles homonymes, voir Białka.
Białka est une localité polonaise de la gmina de Błażowa, située dans le powiat de Rzeszów en voïvodie des Basses-Carpates.